# 테트론
테트론(Tetron), 피로인산테트라에틸(Tetraethyl pyrophosphate, TEPP), 테트라에틸피로인산은 피로인산염(P2O74-)의 테트라에틸 유도체이다. 실온 근처에서 고체화되는 무색 오일이다. 살충제로 사용된다. 화합물은 빠르게 가수분해된다.

## 응용
TEPP는 진딧물, 진드기, 거미, 깍지벌레, 멸구, 노린재, 총채벌레, 잎채집벌레 및 기타 여러 해충에 대한 살충제이다. TEPP 및 기타 유기인산염은 효율성이 높고 환경에 미치는 영향이 상대적으로 적기 때문에 미국에서 가장 널리 사용되는 살충제이다. 그 이유는 이 유기인산염은 매우 쉽게 분해되기 때문이다.
TEPP는 자가면역질환인 중증근육무력증 치료에 사용되어 왔다. 이러한 치료는 근력을 증가시킨다.